# Christian Hollander
Christian Hollander (c.1512 - c.1569) fue un compositor holandés.
Hollander nació en Dordrecht. Desde 1549 a 1557, Hollander fue maestro de capilla del coro en la iglesia de St. Walburga en Oudenaarde, cerca de Bruselas. Después de 1557 se convirtió en miembro de la capilla del emperador Fernando I en Alemania y Austria. Sus trabajos incluyen los publicados en 1570 (reproducidos en 1574) en Munich, y piezas conservadas en manuscritos, incluidos los libros de coros de Leiden.